# Слєпушкін Юхим Васильович
Юхим Васильович Слєпушкін (нар. 30 січня 1922, село Горяїново, тепер Понировського району Курської області, Російська Федерація — ?) — український радянський діяч, секретар Миколаївського обласного комітету КПУ. 

## Біографія
З липня 1941 по 1946 рік — у Червоній армії, учасник німецько-радянської війни. Служив командиром взводу кабельно-жердинної роти 9-го гвардійського окремого батальйону зв'язку 38-го гвардійського стрілецького корпусу 3-го Українського фронту. У 1945 році служив у 38-му гвардійському стрілецькому корпусі Центральної групи військ в Австрії.
Член ВКП(б) з 1945 року.
На 1959—1961 роки — секретар партійного комітету Миколаївського суднобудівного заводу імені Носенка.
14 січня 1963 — 7 грудня 1964 року — секретар Миколаївського промислового обласного комітету КПУ — голова промислового обласного комітету партійно-державного контролю. Одночасно, 17 січня 1963 — 8 грудня 1964 року — заступник голови виконавчого комітету Миколаївської промислової обласної ради депутатів трудящих.
7 грудня 1964 — 30 вересня 1970 року — секретар Миколаївського обласного комітету КПУ.
З вересня 1970 року — на відповідальній роботі в Миколаївській області.
На 1985 рік — персональний пенсіонер.

## Звання
- гвардії лейтенант
- гвардії старший лейтенант
- підполковник

## Нагороди та відзнаки
- орден Вітчизняної війни ІІ ст. (6.04.1985)
- орден Червоної Зірки (7.04.1945)
- медаль «За взяття Відня» (1945)
- медаль «За перемогу над Німеччиною у Великій Вітчизняній війні 1941—1945 рр.» (1945)
- медалі